# Fantasi
För andra betydelser, se Fantasi (olika betydelser).
| Fantasi |
| --- |
| - Betydelse – förmågan att skapa inre bilder, känslor och föreställningar - Situation – tankeverksamhet utan sinnesintryck - Relaterade ord – dagdröm, fantasivärld, sexuell fantasi, vision |

Fantasi eller inbillningsförmåga är förmågan att skapa inre bilder, känslor och föreställningar, i ett ögonblick då de inte upplevs genom syn, hörsel eller andra sinnen. En fantasi kan även syfta själva den inre bilden etc.

## Ursprung
Fantasi är psykets arbete som hjälper till att skapa. Fantasin hjälper till med att ge mening åt upplevelser och förståelse för kunskap; det är en grundläggande konstruktion genom vilken människor förstår världen, och den spelar också en viktig roll när man ska lära sig nya saker. En enkel fantasiövning är att lyssna på någon som berättar en saga, där exakthet av de valda orden är det viktiga för att kunna "framkalla världar".
Fantasin är sinnet där vi möter allt. De saker som vi rör, ser och hör smälter samman till en "bild" i vår fantasi.
Benämningen används tekniskt inom psykologin för processen att återuppväcka sinnet, percept av objekt som tidigare har meddelats i synintryck. Eftersom denna användning av termen skapar konflikter med den i vardagligt språk, har en del psykologer föredragit att beskriva denna utvecklingsgång som "avbildning" eller "bildspråk", eller att tala om den som "reproduktiv" (återskapande) i motsats till "produktiv" (skapande) eller "konstruktiv" (uppbyggande) fantasi. Inbillade bilder ses med det "inre ögat".
Fantasi kan också uttryckas genom sagor som berättelser och fantasier. De kändaste uppfinningarna och produkterna skapades av inspiration från någons fantasi.
Barn använder ofta berättelser eller låtsaslekar för att utöva sin fantasi. När barn skapar fantasi, leker de på två nivåer: dels använder de rollspel för att agera ut vad de har skapat med sin fantasi, och dels leker de sin låtsaslek som om den vore en faktisk verklighet som redan existerar i den berättade myten.

## Beskrivning
Den gemensamma användningen av termen är processen att skapa nya bilder i huvudet som inte tidigare har blivit upplevda, eller åtminstone delvis eller i olika kombinationer. Några typiska exempel:
- Saga
- Fiktion
- En form av sanningsprägel som ofta hänvisar till fantasy och science fiction, erbjuder läsarna att låtsas att sådana historier är sanna, genom att referera till objekt i sinnet såsom fiktiva böcker eller år som inte existerar förutom i en fantasivärld.
- Sexuell fantasi

Fantasi i denna mening, som inte är begränsad till åtkomst av exakta kunskaper av kraven i praktisk nödvändighet, är upp till en viss punkt fri från objektiva begränsningar. Förmågan att föreställa sig själv i en annan persons ställe, är väldigt viktigt för sociala relationer och förståelse. Albert Eistein sade: "Fantasi ... är viktigare än kunskap. Kunskapen är begränsad. Fantasin omsluter världen."
På olika områden är dock även fantasin i praktiken begränsad: således en person vars fantasi utövar våld mot de naturliga tankarna, eller mot de nödvändiga principerna om praktisk möjlighet.
Samma begränsningar drabbar fantasin när det gäller vetenskaplig hypotes. Vetenskapliga framsteg beror till största delen av tillfälliga förklaringar som är skapade av fantasin, men sådana antaganden måste utformas i förhållande till tidigare konstateranden av fakta och i enlighet med principerna i all vetenskap.
Fantasin är en försöksskiljevägg i sinnet som används för att skapa teorier och idéer baserade på funktioner.
Med objekt från riktiga uppfattningar, utnyttjar fantasin sammansatta IF-funktioner för att skapa nya och uppdaterade idéer. Denna del av sinnet är avgörande för att utveckla bättre och enklare sätt att utföra gamla och nya uppgifter.
Dessa försöksidéer kan tryggt genomföras i en verklig värld och sedan, om tanken är sannolik och funktionen är sann, kan idén aktualiseras i verkligheten. Fantasin är nyckeln till ny utveckling i sinnet och kan utvecklas tillsammans med andra.
När det gäller frivilliga insatser, kan fantasin klassificeras som:
- frivilliga (drömmen från sömnen, dagdrömmen)
- ofrivilliga (den återskapande fantasin, den kreativa fantasin, drömmen om perspektiv)